# Arc de Trasfiguera
L'Arc de Trasfiguera és un element arquitectònic del municipi de Girona que forma part de l'Inventari del Patrimoni Arquitectònic de Catalunya.

## Descripció

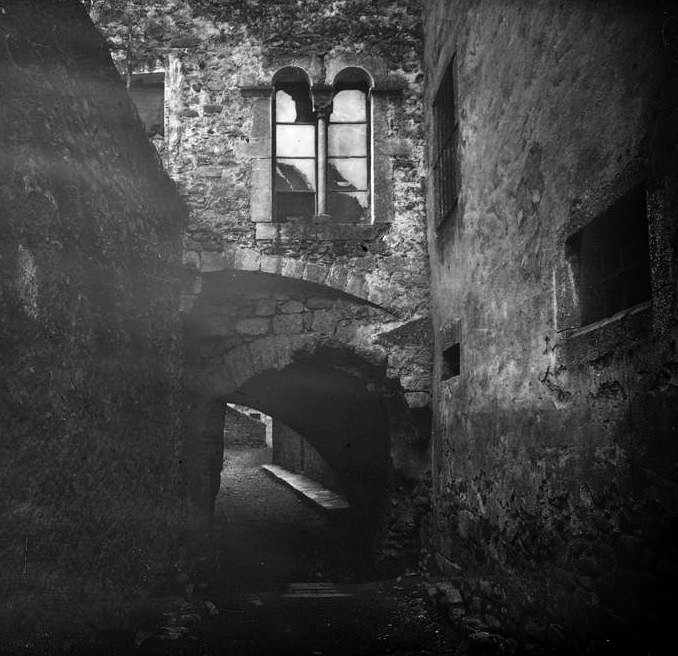
Any 1922

És un arc de factura medieval amb una finestra romànica geminada amb capitell esculturat, a la casa al damunt. Al costat del carrer del portal de la Barca es sobreposa un arc més ampli sobre el mig punt que ha perdut part de les dovelles. La volta és irregular i acabà amb un arc de mig punt amb una llum molt més gran.